# Šuhret Fazlić
Šuhret Fazlić (* 17. April 1961 in Bihać, Jugoslawien) ist ein bosnischer Politiker und ehemaliger Bürgermeister von Bihać.

## Leben
Fazlić besuchte in Bihać die Schule und studierte in Sarajevo Politikwissenschaft. Fazlić erwarb 2007 auch einen Master-Abschluss in Personalmanagement an der University of Business Engineering and Management (Banja Luka) und besuchte als Empfänger des Hubert Humphrey Fellowship einen 1-jährigen Kurs in Human Resources Management.
Vor dem Bosnienkrieg war er in mehreren Unternehmen in Bihać tätig. Er war unter anderem Direktor von NIRIRO Krajina Bihać, Unatrans Bihać und vom kommerziellen und finanziellen Sektor von Autokomerc Bihać.
Während des Bosnienkrieges war Fazlić Mitglied des Kommandos des 5. Korps der Armee der Republik Bosnien und Herzegowina und des Militärpolizeibataillons, das unter anderem für den Austausch von Kriegsgefangenen zuständig war.
Nach Ende des Bosnienkriegs war er wieder als Berater und Direktor von mehreren Unternehmen und Institutionen tätig.

## Politik
Von 1998 bis 2000 war Fazlić Mitglied der Kantonsversammlung von Una-Sana, dann von 2000 bis 2002 Mitglied des Abgeordnetenhauses des Parlaments der Föderation Bosnien und Herzegowina. Bei den Kommunalwahlen 2008 und 2012 wurde er zum Stadtrat von Bihać gewählt.
Bei den Kommunalwahlen 2016 gewann Fazlić als Kandidat der Bürgerallianz (Građanski Savez) knapp den Bürgermeistersitz mit 8.933 Stimmen gegenüber 8.180 für den SDA/SBB-Kandidaten und 5.084 für den SDP-Kandidaten. Der lokale Geschäftsmann Halil Bajramović finanzierte seinen Wahlkampf zur Hälfte.
Bei den Kommunalwahlen 2020 wurde er mit 44,59 % der Stimmen wiedergewählt.
Nachdem er 2022 in die Kantonsversammlung von Una-Sana gewäht worden war, trat er als Bürgermeister zurück.